# Kounice
Kounice (deutsch Kaunitz) ist eine Minderstadt in Tschechien. Er liegt vier Kilometer nördlich von Český Brod und gehört zum Okres Nymburk.

## Geographie
Kounice befindet sich am nördlichen Fuße des Hügels Zálužník (Kaunitzberg; 285 m) im Übergang der Böhmischen Tafel zum Mittelböhmischen Bergland und wird vom Kounický potok durchflossen. Nördlich des Ortes verläuft die Autobahn D 11/Europastraße 67, die nächste Abfahrt 18 liegt bei Bříství.
Nachbarorte sind Bříství im Norden, Velenka und Horky im Nordosten, Chrást und Poříčany im Osten, Klučov im Südosten, Liblice, Český Brod und Štolmíř im Süden, Břežany II im Südwesten, Černíky im Westen sowie Vykáň, Skalka und Týnice im Nordwesten.

## Geschichte

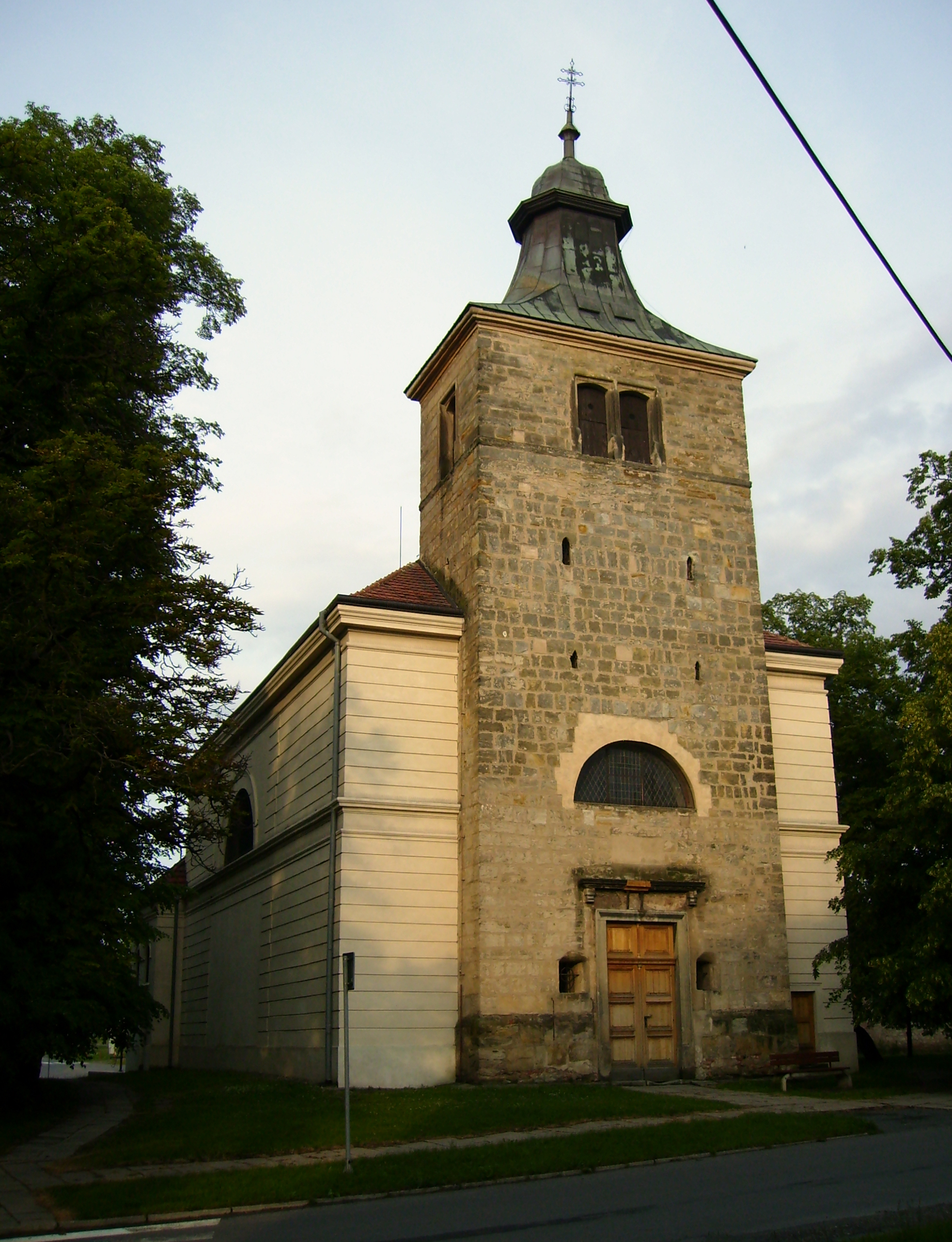
Kirche Jakobus des Älteren

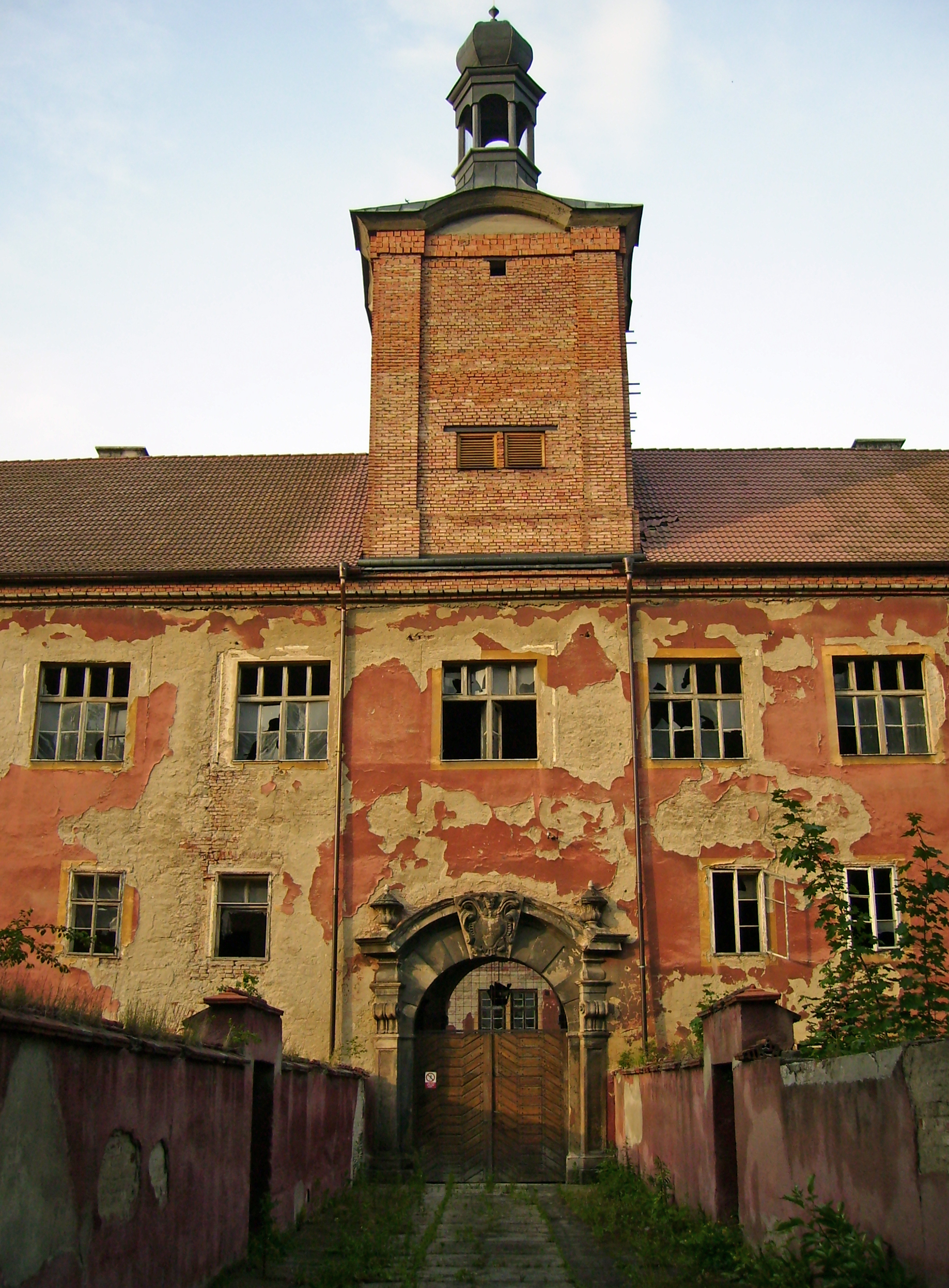
Portal des Schlosses

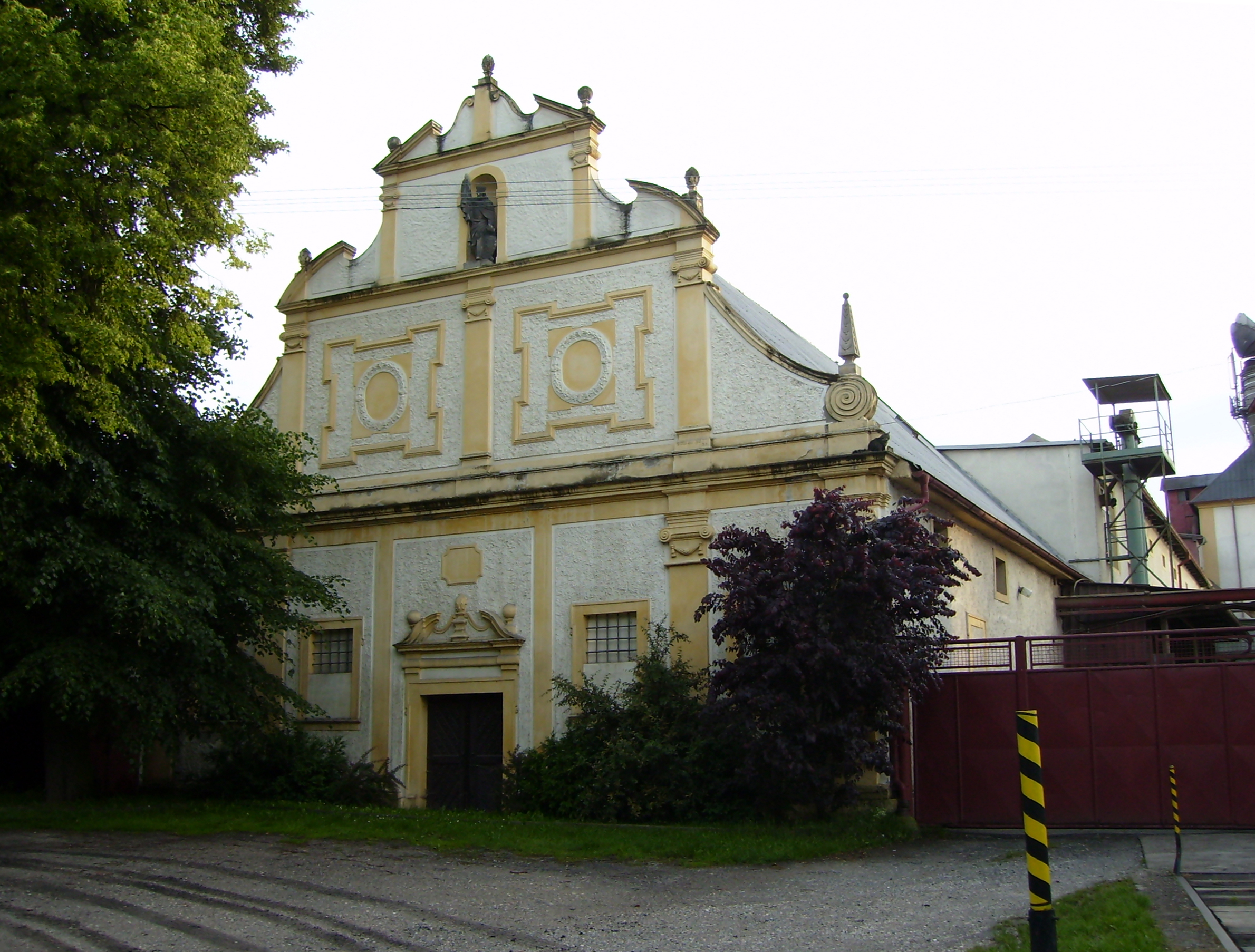
Alte Mälzerei

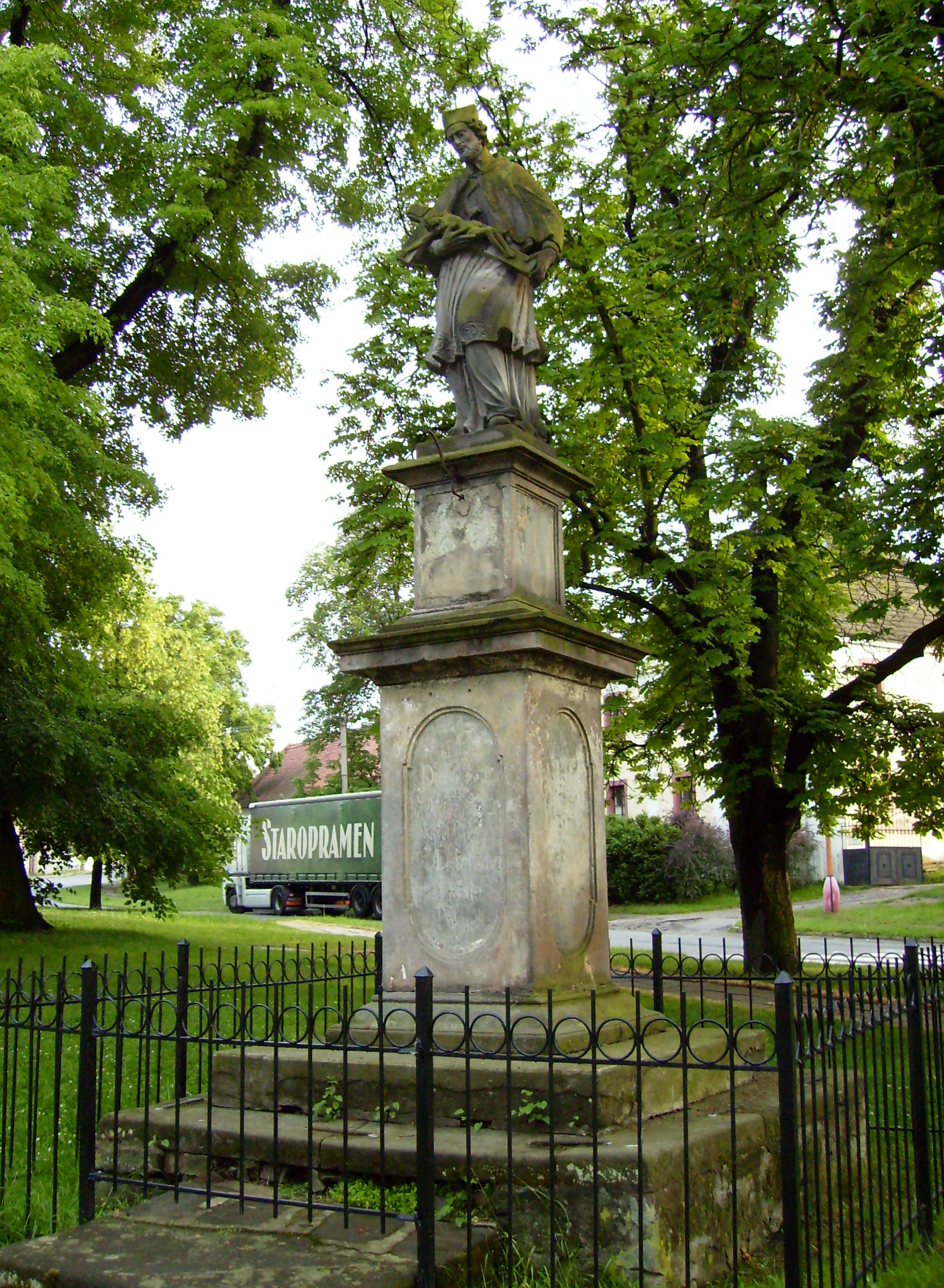
Statue an der Kirche

Archäologische Funde auf der südwestlich über Kounice gelegenen Anhöhe Skála belegen eine Besiedlung seit der Jungsteinzeit um 3000 v. Chr.
Die erste schriftliche Erwähnung des Ortes erfolgte im Jahre 1257. Besitzer war zu dieser Zeit Zachař von Konice. Seine Nachfahren Předbor und Nachval von Konice sind bis 1297 als Besitzer nachweisbar. Im 14. Jahrhundert kam es wahrscheinlich zu einer Teilung der Güter, denn in den Jahren 1354 bis 1358 setzten Jan, Jiří und Zdeněk von Konice gemeinsam den Pfarrer ein. Später erwarb der Bürger der Prager Altstadt, Ješek Rottl, einige Höfe in Kounice. Petr von Konice, dem die Güter 1425 gehörten, kämpfte auf der Seite der Hussiten. Während der Hussitenkriege wurde der katholische Pfarrer verjagt und die Pfarre erlosch. 1438 erwarb Jan Kačice von Vrátkov, ein Verwandter des Vilém von Konice, Kounice. Nach dem Zweig der Kačice von Konice folgte Jiří Močík von Konice als Besitzer eines Hofes Kounice, mit dessen Tode das Geschlecht von Konice 1555 erlosch. Weitere Güter gehörten im 16. Jahrhundert u. a. Jan Vostuský Kaplirz de Sulewicz und den Wachtl von Pantenov. Die Wachtl erwarben nach und nach den größten Teil der Güter von Kounice und ließen eine Renaissancefeste erbauen, die 1554 in der Landtafel erstmals eingetragen wurde. Joachim Wachtl von Pantenov, der Kounice 1562 von seinem Bruder geerbt hatte, kaufte die restlichen Güter auf und vereinigte sie zu einem Gut Kounice. Über Joachims einzige Tochter Anna gelangte Kounice an deren zweiten Ehemann Prokop Dvořecký von Olbramovice, der 1590 auch den Erbteil des erstehelichen Sohnes seiner Frau, Joachim Šťastný Sturm von Hirschfeld, abkaufte.
1599 tauschte Prokop Dvořecký die Herrschaft mit Jan Rudolf Trčka von Lípa gegen Želiv ein. Dessen Gattin Maria Magdalena Lobkowitz belieh 1601 die Kriegskasse Rudolfs II. und erhielt dafür mehrere Dörfer der Kammerherrschaft Přerov zum Pfand. 1608 erhielt Trčka die seiner Frau verpfändeten Güter Nehvizdy, Nehvízdky, Vykáň, Kozovazy, Vyšehořovice, Horoušany, Bříství, Tatce und Pečky als erblichen Besitz überschrieben. 1611 kam noch Mochov hinzu. Damit wurde die Herrschaft Kounice zu einer der größten in der Gegend. Die alte Feste ließ Trčka zu einem repräsentativen Renaissanceschloss umgestalten. 1612 ließ Johann Rudolf Trčka die Herrschaft Kounice an der Landtafel seiner Frau zuschreiben. Nach deren Tode erbte 1633 sein Sohn Adam Erdmann Kounice. Dieser wurde 1634 in Eger ermordet und Besitzer von Kounice wurde wieder Johann Rudolf Trčka, der im selben Jahr verstarb. Ferdinand II. ließ 1635 die Trčkaschen Güter konfiszieren. 1645 kaufte der kaiserliche Feldmarschall Albert Gaston Spinola von Bruay Kounice. Dieser fiel einen knappen Monat später in der Schlacht bei Jankau. Sein Bruder Philipp verkaufte Kounice 1667 an Ernst Ferdinand Leopold Graf von Suys. Er begann mit dem Wiederaufbau der im Dreißigjährigen Krieg von den Schweden verwüsteten Güter. 1677 erbte sein minderjähriger Sohn Franz Josef Anton Viktor die Herrschaft Kounice. Er nutzte das Schloss mit seiner Mutter als Wohnsitz. Am 16. April 1680 brach in der Gegend ein Bauernaufstand aus, und vor der Belagerung des Schlosses floh die Familie de Suys nach Prag, von wo aus Kaiser Leopold I. drei Regimenter nach Kounice schickte. Franz de Suys verstarb 1691 und Kounice erbte sein minderjähriger Cousin Romedio Johann von Thun. Die Grafen von Thun verkauften die verschuldete Herrschaft 1693 an den preußischen Feldmarschall Johann Rudolf Graf von Morzin. Dieser ließ das Schloss erweitern und einen Speicher errichten. Die Grafen Morzin hielten Kounice bis 1760, danach erwarb Maria Theresia Anna Felicitas Prinzessin von Liechtenstein die verschuldete Herrschaft von Franz Xaver von Morzin. Die Witwe ließ 1762 ein neues Pfarrhaus errichten und im Jahre darauf ein Spital. 1763 errichtete sie einen Fonds für 14 Wohnungen sowie ein Armenstift. Nach ihrem Tode fiel Kounice 1772 dem Fürstenhaus Liechtenstein zu. Die Liechtensteiner nutzten die Herrschaft vor allem als eines ihrer Jagdgebiete und das Schloss diente als Sommersitz. 1781 bestand Kounice aus 69 Häusern.
Nach der Aufhebung der Patrimonialherrschaften bildete Kounice mit den Ortsteilen Teinitz, Horka, Chrast und Manderscheid ab 1850 eine Gemeinde im Bezirk Český Brod. 1868 brach in Kounice eine Pestepidemie aus, an der 68 Einwohner verstarben. 1869 wurde ein Postamt eingerichtet. Am 6. Oktober 1871 erhielt Kaunitz, das auf 223 Häuser angewachsen war und 1977 Einwohner hatte, den Status eines Marktfleckens. Zwischen 1882 und 1884 erfolgte der Bau der Straßen nach Vykáň, Černíky und Poříčany. 1925 kaufte die Gemeinde das Schloss mit dem Hof und 365 Hektar Land den Fürsten von Liechtenstein ab. In einem Teil des Schlosses wurde 1928 eine Bürgerschule eingerichtet. 1948 ging der Status als Minderstadt verloren. Die Gemeinde Kounice wurde 1961 dem Okres Nymburk zugeordnet. Im Sommer 1990 brannte das Schloss aus. Der Schulunterricht erfolgte danach bis zur Fertigstellung der neuen Grundschule im Jahre 1999 in Provisorien. Am 10. Oktober 2006 erhielt Kounice den Status eines Městys zurück.
In Kounice bestand zumindest bis 2022 eine Produktionsstätte des 1964 gegründeten österreichischen Unternehmens Alufix, mit Firmensitz in Wiener Neudorf.

## Gemeindegliederung
Für den Městys Kounice sind keine Ortsteile ausgewiesen. Zu Kounice gehört die Einschicht Týnice (Teinitz).

## Sehenswürdigkeiten
- Schloss Kounice, die seit 1554 nachweisbare Feste wurde in den Jahren 1567 bis 1593 für Jíří Wachtl von Pantenov und dessen Nachkommen im Renaissancestil umgebaut. Johann Rudolf Trčka von Leipa ließ diese zwischen 1612 und 1634 zu einem repräsentativen dreiflügeligen Schloss umgestalten. In der Mitte des 17. Jahrhunderts ließ Ernst Ferdinand Leopold de Suys durch den Baumeister Christoph Lehner das Schloss wiederherstellen und beabsichtigte den Anbau eines vierten Flügels, der nicht realisiert wurde. 1693 ließ Johann Rudolf von Morzin den Schlossgarten anlegen. Wenzel Graf Morzin ließ das Schloss um 1719 barock umgestalten, möglicherweise stammen die Pläne von Johann Blasius Santini-Aichl. Die beiden Mohrenstatuen an der Schlosseinfahrt schuf Ferdinand Maximilian Brokoff. Letzte größere Veränderung erfolgte in den Jahren 1912–1913 durch den Architekten Alfons Wertmüller. Besitzer des Schlosses wurde 1925 die Gemeinde, die es 1925 von den Fürsten von Liechtenstein erwarb und in Teilen eine Bürgerschule einrichtete. Ab 1949 diente das ganze Schloss als Schulgebäude. Nach dem Brand von 1990 erfolgten Notreparaturen, danach entschied sich die Gemeinde zum Verkauf. Dieser scheiterte wegen Nichterfüllung des Vertrags durch den Käufer. Das ruinöse Schloss erhielt die Gemeinde 2003 aus der Konkursmasse zurück und verkaufte es 2004 an die Castle Kounice s.r.o., die es zur Luxuswohnanlage umgestalten will.
- Kirche Jakobus des Älteren, die seit 1350 nachweisbare Kirche wurde 1352 zur Pfarrkirche erhoben. 1769 erfolgte ein Umbau, dabei wurde der Turm um ein Geschoss reduziert. In den Jahren 1834 bis 1836 erhielt die Kirchen ein neues Schiff. Zwischen 1988 und 1998 erfolgte eine Sanierung der Kirche.
- Alte Mälzerei
- barocke Statue an der Kirche

## Söhne und Töchter der Gemeinde
- František Balej (1873–1918), Jurist und Philosoph